# Antonio Valdecantos Alcaide
Antonio Valdecantos Alcaide (Madrid, 1 d'octubre de 1964) és un filòsof, assagista i professor espanyol. Feu el batxillerat a l'Institut de Batxillerat Cervantes i es llicencià en filosofia a la Universitat Autònoma de Madrid, de la qual fou entre 1992 i 1996 professor ajudant i on el 1994 es doctorà amb una tesi sobre El mito del contexto, dirigida per Javier Muguerza. Ha estat també becari d'investigació a l'Institut de Filosofia del CSIC i investigador visitant a l'Arxiu Leibniz, de Hannover, i en la New School for Social Research, de Nova York. De 1996 en endavant és docent a la Universitat Carles III, de la qual és catedràtic des de 2008, després de preparar-se l'any anterior amb una investigació sobre Moral y política de la vergüenza. És autor d'una àmplia obra d'assaig i pensament, els últims llibres del qual són Misión del ágrafo, Filosofía de la caducidad, La excepción permanente, El saldo del espíritu i La clac y el apuntador.

## Obra publicada
- Sin imagen del tiempo. Ensayos, apuntes e interferencias, Abada, Madrid, 2018, 341 pp.
- Manifiesto antivitalista, Los Libros de la Catarata, Madrid, 2018, 158 pp.
- Teoría del súbdito, Herder, Barcelona, 2016, 394 pp.
- Misión del ágrafo, La Uña Rota, Segovia, 2016, 157 pp.
- Filosofía de la caducidad, Plaza y Valdés, Madrid, 2015, 186 pp.
- La excepción permanente. O la construcción totalitaria del tiempo, Díaz & Pons, Madrid, 2014, 160 pp.
- El saldo del espíritu. Capitalismo, cultura y valores, Herder, Barcelona, 2014, 264 pp.
- La clac y el apuntador. Materiales sobre la verdad, la justicia y el tiempo, Abada, Madrid, 2011, 375 pp.
- La fábrica del bien. Ensayo sobre la invención de la moral, Síntesis, Madrid, 2008, 387 pp.
- La moral como anomalía, Herder, Barcelona, 2007, 308 pp.
- Apología del arrepentido y otros ensayos de teoría moral, Antonio Machado Libros, Madrid, 2006, 355 pp.
- Contra el relativismo, Visor, Madrid, 1999, 154 pp.